# Sessão de Cristo

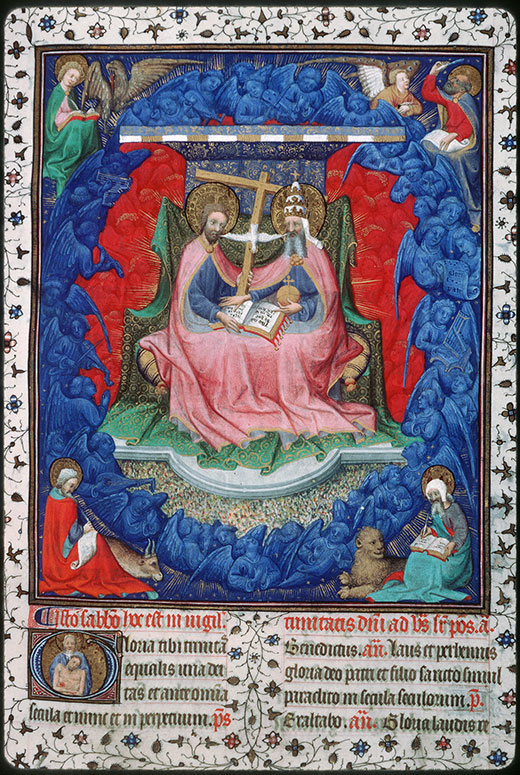
Sessão de Cristo, com Jesus à direita de Deus Pai e os tetramorfos nos cantos representando os evangelistas.
1413 a 1415. Breviário iluminura de Louis de Guyenne, atualmente na Bibliothèque municipale de Châteauroux, na França.

A doutrina cristã da Sessão de Cristo ou sessão celeste ensina que Jesus Cristo está sentado à direita de Deus Pai no céu — a palavra "sessão" é um substantivo derivado do latim "sessio", que significa "sentar". Embora a palavra tenha tido esse significado no passado, seu uso atual é diferente. português é mais amplo e "sessão" é utilizado para se referir a uma "reunião" (por motivos variados), como uma "aula" ou uma "corte" ou um "concílio". O Novo Testamento também representa Jesus andando ou em pé no céu, mas a Sessão de Cristo tem um significado teológico especial por causa de sua conexão com o papel de Cristo como rei. A Sessão é uma das doutrinas especificamente mencionadas no Credo dos Apóstolos,"No qual 'está sentado à direita de Deus Pai Todo-Poderoso' segue imediatamente uma afirmação sobre sua futura vinda para julgar os vivos e os mortos. a Ascensão.

## Postura

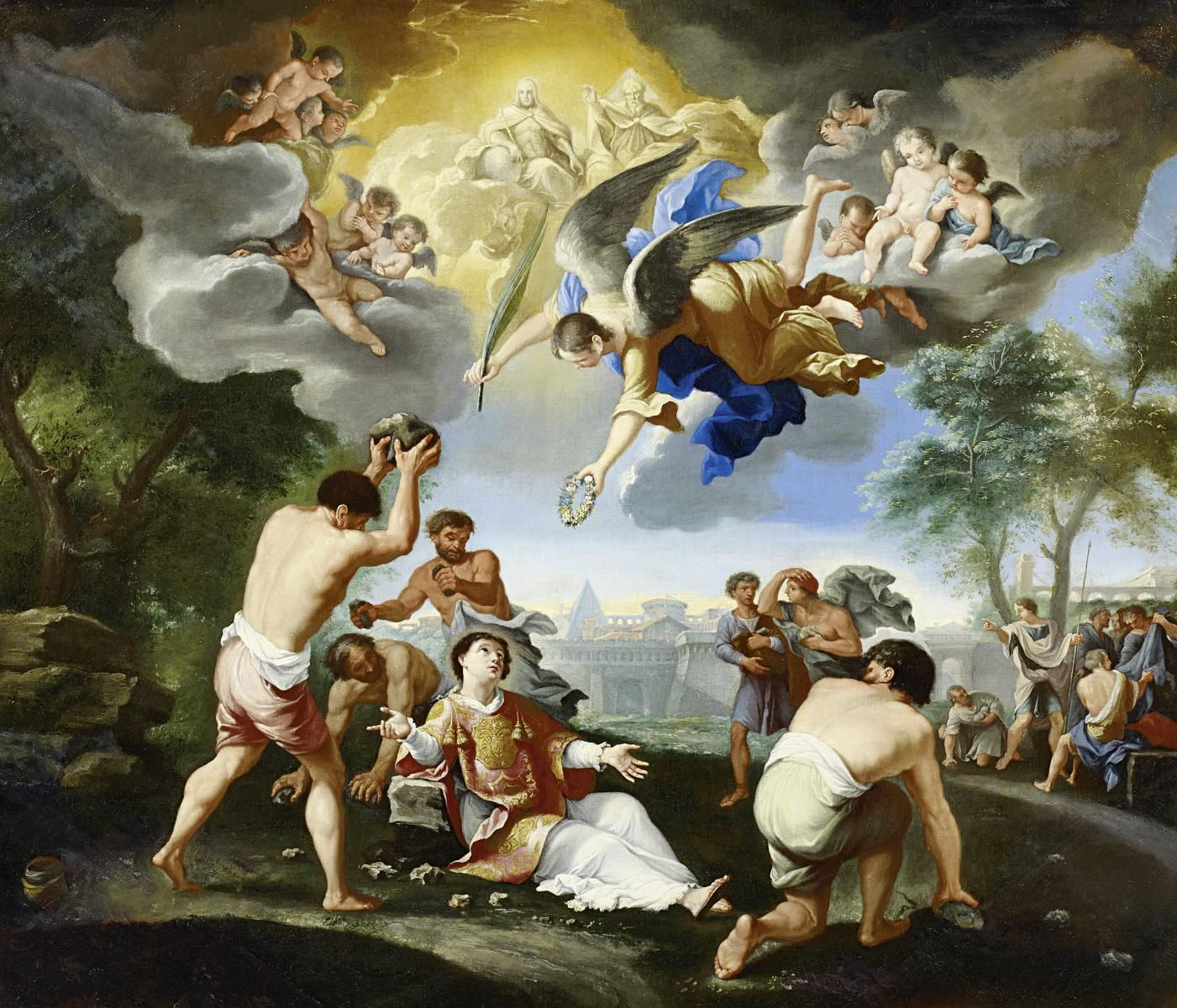
Martírio de Santo Estêvão. Jesus está à direita de Deus Pai testemunhando o martírio.
Séc. XVII/XVIII. Atribuído a Luigi Garzi.